# Сергіївське водосховище (Казахстан)
Сергіївське водосховище (каз. Сергеев бөгені) — одне з водосховищ Північноказахстанської області Казахстану. Розташоване на річці Ішим в районі Шал-акина на південь від міста Сергієвка.
Водосховище створене в 1969 році. Його довжина становить 75 км, ширина — 7-8 км, довжина берегової лінії — 264 км. Площа водосховища становить 117 км², об'єм — 0,695 км³, середня глибина 5,9 м. Водосховище здійснює багаторічне регулювання стоку, використовується для енергетики (Сергіївська ГЕС у однойменного міста), живлення Ішимського водопроводу й іригації. У Сергіївське водосховище впадає річка Іманбурлик.